# Raphael Hartl
Raphael Hartl (Linz, 26 de septiembre de 1975) es un deportista austríaco que compitió en remo. Es hijo del piragüista Wolfgang Hartl.
Ganó una medalla de bronce en el Campeonato Mundial de Remo de 1998, en la prueba de cuatro scull.

## Palmarés internacional
| Campeonato Mundial | Campeonato Mundial | Campeonato Mundial | Campeonato Mundial |
| Año                | Lugar              | Medalla            | Prueba             |
| ------------------ | ------------------ | ------------------ | ------------------ |
| 1998               | Colonia (Alemania) | Medalla de bronce  | Cuatro scull       |